# Robert Plaga
Robert Plaga (ur. 21 lipca 1978 w Brnie) – czeski nauczyciel akademicki i polityk, w latach 2015–2017 wiceminister, a od 2017 do 2021 minister szkolnictwa, młodzieży i sportu.

## Życiorys
W 2002 został absolwentem Uniwersytetu Mendla w Brnie, na którym studiował administrację publiczną, finanse, podatki i rachunkowość. W 2010 na tej samej uczelni doktoryzował się w zakresie polityki gospodarczej i administracji. Od 2002 zawodowo związany z macierzystym uniwersytetem jako nauczyciel akademicki, w 2011 został kierownikiem uczelnianego instytutu zajmującego się rozwojem regionalnym i administracją publiczną. W międzyczasie był zatrudniony również w branży konsultingowej. W grudniu 2011 objął stanowisko dyrektorskie w resorcie szkolnictwa, odpowiadając za programy operacyjne z funduszy europejskich. Ustąpił jednak po kilku dniach na skutek braku porozumienia z ówczesnym kierownictwem ministerstwa.
W lutym 2015 z rekomendacji partii ANO 2011 został powołany na wiceministra szkolnictwa, młodzieży i sportu, odpowiedzialnego m.in. za sprawy nauki i badań naukowych. W 2016 uzyskał mandat radnego kraju południowomorawskiego, z którego jednak zrezygnował z uwagi na niepołączalność tej funkcji ze stanowiskiem wiceministra.
13 grudnia 2017 objął urząd ministra szkolnictwa, młodzieży i sportu w rządzie Andreja Babiša. Pozostał na tym stanowisku także w powołanym 27 czerwca 2018 drugim gabinecie dotychczasowego premiera. Zakończył urzędowanie jako minister 17 grudnia 2021. Pozostał w resorcie edukacji na stanowisku wiceministra.